# Ryan Elias
Ryan James Elias (Carmarthen, 7 gennaio 1995) è un rugbista a 15 britannico, internazionale per il Galles, che gioca nel ruolo di tallonatore negli Scarlets in Pro14.

## Biografia
Elias si formò nell'accademia della franchigia degli Scarlets. Nel settembre 2013 fece il suo esordio nel rugby professionistico con la maglia dei Carmarthen Quins, club provinciale gallese con cui disputò tre stagioni della Welsh Premier Division. Due mesi dopo debuttò anche con gli Scarlets nella partita di Coppa Anglo-Gallese contro i Saracens. Scese per la prima volta in campo nel Pro14 nel novembre 2014 nell'incontro con le Zebre. Presenza costante per gli Scarlets nella competizione celtica, disputò come titolare la finale che li rese campioni del Pro12 2016-2017. L'anno successivo subentrò dalla panchina nella finale del Pro14 e nella semifinale della Champions Cup entrambe perse contro Leinster.
Elias rappresentò la nazionale gallese under-20 nel 2015, anno in cui giocò sia il Sei Nazioni che il mondiale di categoria. Il ct del Galles Warren Gatland lo convocò per la prima volta nel giugno 2017 in occasione dei test-match contro Tonga e Samoa che disputò entrambi. Segnò la sua prima meta in nazionale contro il Sudafrica nel giugno 2018. Il Sei Nazioni 2019, vinto proprio dai gallesi, lo vide ottenere la sua prima presenza di sempre nel torneo contro l'Italia. Successivamente fu incluso nella squadra allargata per preparare la Coppa del Mondo di rugby 2019 ed, un giorno dopo essere sceso in campo nell'amichevole contro l'Irlanda di fine agosto 2019, fu convocato ufficialmente per la competizione iridata.

## Palmarès
- Pro12: 1
Scarlets: 2016-17
- Sei Nazioni: 1
Galles: 2019